# Vattendvärgstekel
Vattendvärgstekel (Prestwichia aquatica) är en stekelart som beskrevs av Lubbock 1864. Prestwichia aquatica ingår i släktet Prestwichia och familjen hårstrimsteklar. Arten är reproducerande i Sverige. Inga underarter finns listade i Catalogue of Life.